# Physalaemus pustulatus
Physalaemus pustulatus é uma espécie de anfíbio da família Leptodactylidae.
Pode ser encontrada nos seguintes países: Equador e Peru.
Os seus habitats naturais são: florestas secas tropicais ou subtropicais, savanas húmidas, matagal húmido tropical ou subtropical, marismas intermitentes de água doce, pastagens, jardins rurais e florestas secundárias altamente degradadas.
Está ameaçada por perda de habitat.